# Photoblepharon
Photoblepharon is een geslacht van straalvinnige vissen uit de familie van lantaarnvissen (Anomalopidae). Het geslacht is voor het eerst wetenschappelijk beschreven in 1902 door Weber.

## Soorten
- Photoblepharon palpebratum (Boddaert, 1781) – Kleine lantaarnvis
- Photoblepharon steinitzi Abe & Haneda, 1973